# Erwin Neher
Erwin Neher (Landsberg am Lech, 20 marzo 1944) è un biofisico tedesco, premio Nobel per la medicina nel 1991, insieme a Bert Sakmann, per aver inventato la tecnica di patch clamp per lo studio dei canali ionici nella cellula.
Nel 1986, sempre insieme a Bert Sakmann, vinse il Louisa Gross Horwitz Prize.
Il 20 marzo 2000 ha ricevuto una laurea honoris causa in Fisica dall'Università degli Studi di Pavia.